# Cabdill de galtes ocre
El cabdill de galtes ocre (Poecilotriccus plumbeiceps) és un ocell de la família dels tirànids (Tyrannidae).

## Hàbitat i distribució
Viu als vessants amb malesa i clars del bosc del sud-est del Perú, centre i sud-est de Bolívia, nord-oest i nord-est de l'Argentina, est de Paraguai i l'est i sud-est del Brasil.